# 大棘豹魴鮄
大棘豹魴鮄（学名：Dactyloptena macracantha）為輻鰭魚綱鮋形目六線魚亞目六線魚科的其中一種，為亞熱帶海水魚，分布於印度西太平洋區，從印度南部、斯里蘭卡至巴布亞紐幾內亞及澳洲西北部海域，棲息深度45-177公尺，體長可達30公分，棲息在底層水域，生活習性不明，可做為食用魚及觀賞魚。